# نظام مكافحة السرقة
نظام مكافحة الاختطاف هو نظام إلكتروني مجهز للسيارات لردع المجرمين من اختطافهم. على الرغم من أن هذه الأنواع من الأنظمة أصبحت أكثر شيوعًا في السيارات الأحدث ، إلا أنها لم تسبب انخفاضًا في أقساط التأمين لأنها ليست معروفة على نطاق واسع مثل أنظمة مكافحة السرقة الأخرى الأكثر شيوعًا مثل أجهزة الإنذار أو أقفال التوجيه. يمكن أن يكون أيضًا جزءًا من نظام إنذار أو نظام منع التشغيل. سيحقق نظام مكافحة الاختطاف المعتمد إيقافًا آمنًا وسريعًا للسيارة التي يتصل بها. هناك أيضًا أجهزة ميكانيكية لمكافحة الاختطاف.
أعلنت شركة في جنوب إفريقيا (حلول تنوع) عن بحثها وتطويرها في جامعة نيلسون مانديلا لنظام مكافحة الاختراق القائم على GSM.
يعمل النظام على إيقاف عملية التحقق بميزات إضافية مثل مستشعرات الكحول وقدرات تشويش الإشارة ، ويأتي هذا بعد زيادة معدلات الاختطاف في جنوب إفريقيا ومعدلات مخيفة للحوادث الناجمة عن القيادة تحت تأثير الرسائل النصية أثناء القيادة.

## التقنية
هناك ثلاث مبادئ تعمل عليها النظم :

### تأمين
يكون نظام القفل مسلحًا عندما يقوم السائق بتحويل مفتاح الإشعال إلى وضع التشغيل ويقوم بعمل محدد ، وعادة ما ينقر على مفتاح مخفي أو يضغط على دواسة الفرامل مرتين. يتم تنشيطها عندما تنخفض السيارة عن سرعة معينة أو تصبح ثابتة ، وسوف تتسبب في قفل جميع أبواب السيارة تلقائيًا ، لمنع اللصوص من سرقة السيارة عند إيقافها ، على سبيل المثال عند إشارة المرور أو عبور المشاة.

### الإرسال
نظام جهاز الإرسال والاستقبال هو نظام يتم تسليحه دائمًا حتى يدخل جهاز ، غالبًا ما يكون جهاز إرسال واستقبال صغير RFID ، نصف قطر جهاز إرسال السيارة. نظرًا لأن السائق يحمل الجهاز ، عادةً في محفظته أو جيبه ، إذا غادر السائق المنطقة المجاورة مباشرة للمركبة ، فسيقوم المستجيب ، مما يتسبب في افتراض النظام بأن السيارة قد تم اختراقها وتعطيلها.
بما أن جهاز الإرسال والاستقبال نفسه مخفي ، فإن اللص لن يدرك أن مثل هذا النظام نشط على السيارة حتى يخرج السائق وينقل السيارة خارج نطاق السائق (عادة على بعد بضعة أمتار فقط). ربما يكون هذا هو النظام الأكثر شيوعًا لمكافحة الاختطاف ، وقد أظهر جيريمي كلاركسون نظام قفل مركزي يستخدم نفس المفهوم في حلقة قديمة من برنامج بي بي سي توب جير حيث كان يضايق الخدم من خلال مطالبته بوضع حقائبه في مرسيدس-بنز S600 لكنها لم تعطه مستجيب RFID. تم الخلط بين الخدم عندما لم تفتح أبواب S600 عندما حاول ، ولكن عندما اقترب جيريمي من جهاز الإرسال والاستقبال في جيبه ، اعترف النظام بذلك وفتح السيارة ، مما سمح لجيريمي ببساطة بسحب مقبض الباب للدخول إلى السيارة .

### مفاتيح التحكم الدقيقة والتي تتحكم بكامل الجهاز
يتم دائمًا استخدام نظام التبديل الدقيق ويتم تنشيطه إذا تم فتح أحد أبواب السيارة وإغلاقه مرة أخرى أثناء تشغيل محرك السيارة. بمجرد تنشيط النظام ، سيكون للسائق حد زمني محدد لنزع سلاحه بإدخال الرمز قبل أن تتخذ السيارة الإجراءات.
إذا لم يتم نزع سلاح النظام في النافذة الزمنية ، فسيحذر السائق من خلال إصدار صوت بوق السيارة مرة واحدة كل 10 ثوانٍ لمدة 30 ثانية ، وعند هذه النقطة سيبدأ النظام في إصدار صوت البوق على فترات زمنية أقصر بكثير وعادة ما ينشط خطر السيارة أضواء.
عند هذه النقطة ، ستبدأ دائرة منع الحركة أيضًا في النبض السريع لمدة 40 ثانية ، مما يعطل المحرك تمامًا ويوقف السيارة في النهاية. إذا قام اللص بتبديل مفتاح التشغيل إلى وضع الإيقاف والعودة إلى وضع التشغيل مرة أخرى ، فسيتم إعادة تشغيل البوق ويعمل بشكل مستمر وستومض أضواء الخطر لمدة 60 ثانية.
ستغلق دائرة مانع الحركة لمدة 15 ثانية وستنبض بسرعة لمدة 15 ثانية قبل إعادة فتح الدائرة ، مما يسمح بقيادة السيارة إلى مكان آمن قبل أن يجمد مرة أخرى. ستستمر أضواء الخطر في الوميض ، وفي كل محاولة لاحقة لبدء تشغيل السيارة ، سيتسبب تشغيل البوق لمدة 30 ثانية ، ولكن لن يتم فتح دائرة منع التشغيل ، لذلك لن تبدأ السيارة وستستمر أضواء الخطر في الوميض حتى يتم تفريغ بطارية السيارة أو نزع سلاح النظام.

### أجهزة مكافحة السرقة الميكانيكية
يمنع دوران عمود التوجيه ومنع دوران عجلة القيادة. عند ضبط جهاز ميكانيكي مضاد للاختطاف ، لا تدور العجلات ويمكن للسيارة أن تسير فقط للأمام والخلف. أو في الجانب ذهابًا وإيابًا ، قبل تثبيت قفل جهاز مكافحة الاختراق الميكانيكي إذا كانت العجلات تدور. ليس من الممكن الذهاب بالسيارة إلى الجهاز الميكانيكي المضاد للاختطاف.

## الروابط الخارجية
Information and photo, mechanicals anti-hijack devices on cars